# Dobřany
Dobřany (niem. Dobrzan, 1939-45: Wiesengrund) − miasto w Czechach, w kraju pilzneńskim. Według danych z 31 grudnia 2003 powierzchnia miasta wynosiła 3 531 ha, a liczba jego mieszkańców 5 779 osób.

## Demografia
| Rok             | 1970  | 1980  | 1991  | 2001  | 2003  |
| --------------- | ----- | ----- | ----- | ----- | ----- |
| Liczba ludności | 4 969 | 5 171 | 5 624 | 5 666 | 5 779 |

Źródło: Czeski Urząd Statystyczny